# Scaphytopius latens
Scaphytopius latens är en insektsart som beskrevs av Delong 1943. Scaphytopius latens ingår i släktet Scaphytopius och familjen dvärgstritar. Inga underarter finns listade i Catalogue of Life.